# Uíge
Uíge es la ciudad capital de la provincia homónima, en Angola. Para el 2014 se estimaba un total de aproximadamente 322.531 habitantes. Antes de 1975 se llamaba Carmona en honra del antiguo presidente portugués Óscar Carmona.

## Ubicación
La ciudad de Uíge está localizada en el noroeste de Angola a unos 320 km de la ciudad de Luanda.

## Historia
Fundada como un fuerte militar por el capitán portugués Tomás Berberán, es elevada a rango de ciudad el 1 de julio de 1917 como Carmona, nombre que conservó hasta la independencia de Angola. Con el auge del café, la ciudad pasó de ser un pequeño mercado en 1945 al centro cafetalero de la región.

## Demografía
En 2010 tenía una población de 119.815. En 2014 la población era de 322.531. Proyectada para ser la cuarta ciudad de más rápido crecimiento en el continente africano entre 2020 y 2025, con un crecimiento del 5,92%.

## Educación
El Instituto Superior de Ciências da Educação do Uíge es una institución de educación superior pública con sede en la ciudad de Uíge. La institución surgió vinculada a la Universidade Agostinho Neto, ganando plena autonomía en medio de las reformas en la educación superior angoleña ocurridas en 2008 y 2009.